# قائمة الأفلام المصرية سنة 1990
هذه قائمة بالأفلام المصرية لسنة 1990 مرتبة أبجديا

## 1990
- البيضة والحجر
- الإمبراطور
- العقرب
- امرأة واحدة لا تكفي
- سوبر ماركت
- قضية سميحة بدران
- كابوريا
- خميس يغزو القاهرة
- مصرع الذئاب
- الراقصة والسياسي
- حنفي الأبهة
- جزيرة الشيطان
- البحث عن سيد مرزوق
- قسمة ونصيب